# Ryszard Radwański
Ryszard Franciszek Radwański (ur. 11 lutego 1953 we Wrocławiu, zm. 20 grudnia 2019 w Warszawie) – polski aktor teatralny, telewizyjny i filmowy, tłumacz, lektor.

## Życiorys

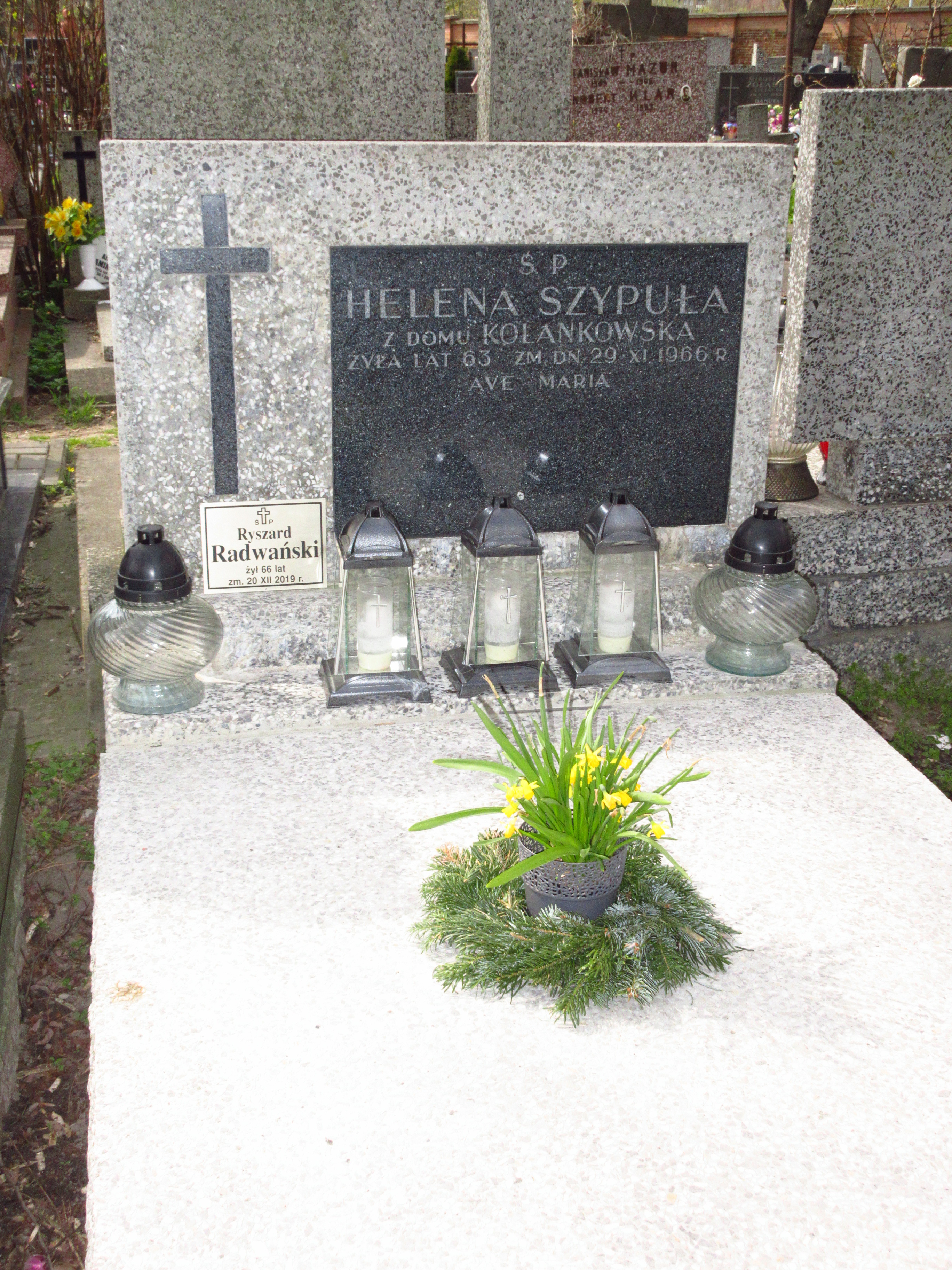
Grób Ryszarda Radwańskiego na cmentarzu Bródnowskim w Warszawie

W 1982 zdał w Warszawie egzamin eksternistyczny dla aktorów dramatu. W latach 1978−1983 występował w Teatrze Współczesnym we Wrocławiu, a następnie m.in. w Teatrze STU w Krakowie, Teatrze Dramatycznym im. Jerzego Szaniawskiego w Wałbrzychu, Teatrze Współczesnym w Szczecinie i Teatrze im. Stefana Jaracza w Łodzi. Pochowany na cmentarzu Bródnowskim (kwatera 30N-1-18).

## Filmografia
- 1978: Układ krążenia – pacjent próbujący wejść do gabinetu bez kolejki (odc. 4)
- 1979: Elegia – żołnierz
- 1979: Wściekły – kolega Ewy Okrzesikówny
- 1980: W biały dzień – student zabity na stacji
- 1981: Biłek – Wojtek, syn Michała
- 1981: Wielki bieg – zawodnik
- 1981: Wolny strzelec
- 1982: Wielki Szu – kelner w motelu
- 1983: Synteza – Roboty
- 1983: Szkatułka z Hongkongu – ochroniarz w restauracji
- 1984: Baryton
- 1984: Powinowactwo – lektor języka angielskiego
- 1984: Remis
- 1984: Trapez – kolega z biura
- 1984: Trzy stopy nad ziemią – górnik
- 1985: Dom Sary
- 1985: Ognisty anioł – młodzieniec
- 1985: Przyłbice i kaptury (odc. 2)
- 1985: Sam pośród swoich – kierowca willisa
- 1985: Sezon na bażanty – mężczyzna na zabawie z okazji powrotu Kaczmarka
- 1986: Biały smok – policjant
- 1986: Na kłopoty… Bednarski – faszysta – zamachowiec (odc. 2)
- 1986: Prywatne śledztwo – kierowca samochodu zastępujący mordercę
- 1986: W zawieszeniu – tajniak
- 1987: Cienie – urzędnik w urzędzie repatriacyjnym
- 1987: Trójkąt bermudzki – porucznik MO prowadzący śledztwo w sprawie wypadku samolotu
- 1988: Crimen – lisowczyk
- 1988: Penelopy
- 1988: Pogranicze w ogniu – celnik na granicy (odc. 10)
- 1988: Powrót do Polski – dziennikarz w „Bazarze”
- 1989: Bal na dworcu w Koluszkach
- 1989: Jeniec Europy – lokaj
- 1989: Ostatni prom – SB-ek w porcie
- 1990: Urodziny Kaja
- 1990: Ucieczka z kina „Wolność” – członek grupy oficjeli na sali kina „Wolność”
- 1990: W piątą stronę świata
- 1990: Zabić na końcu
- 1991: Cynga
- 1991: Skarga
- 1992: 1968. Szczęśliwego Nowego Roku – tajniak
- 1992: Kuchnia polska – tajniak (odc. 4)
- 1993: Czterdziestolatek. 20 lat później – urzędnik w Wydziale Zieleni Miejskiej (odc. 15)
- 1993: Lista Schindlera – farmaceuta Pankiewicz
- 1993: Skutki noszenia kapelusza w maju – Amerykanin w klubie
- 1993: Tylko strach – Tadeusz, członek klubu „AA”
- 1994: Bank nie z tej ziemi – celnik (odc. 9)
- 1994: Molly – konduktor w pociągu do Białegostoku
- 1995: Ekstradycja – Wąsik, policjant współpracujący z mafią
- 1995: Sukces – biznesmen na przyjęciu u Morawskiego (odc. 4)
- 1996: Gry uliczne – Jasiek, specjalista MSW
- 1997: Historie miłosne – strażnik w więzieniu
- 1997–2011: Klan – dziennikarz
- 1998–2000: Złotopolscy – oficer policji (odc. 11, 176 i 224)
- 1999: Pierwszy milion – policjant aresztujący „Kurtza”
- 1999: Policjanci – świadek śmierci Grzeli (odc. 7)
- 2000: Dom – pracownik Radiokomitetu (odc. 22 i 23)
- 2000–2005: M jak miłość – dziennikarz telewizyjny (odc. 3 i 4); doktor Szymański
- 2000: Pierwszy milion
- 2001: Marszałek Piłsudski – lekarz wojskowy w szpitalu wojennym (odc. 6)
- 2002–2010: Samo życie – adwokat
- 2003–2010: Na Wspólnej – Dominik Szczepanowski
- 2003: Pogoda na jutro – lekarz w izbie wytrzeźwień
- 2004–2006: Na dobre i na złe –
  - członek komisji ZUS (odc. 200),
  - doktor Madejski, onkolog (odc. 261)
- 2004: Pensjonat pod Różą – Zbigniew Kaziński, ojciec Marka (odc. 2)
- 2004–2011: Pierwsza miłość – Boguszyński, dyrektor Agencji Reklamowej „Promotion”
- 2005: Kryminalni – oficer dyżurny (odc. 16)
- 2006–2008: Egzamin z życia –
  - właściciel kasyna (odc. 39),
  - szef mafii (odc. 99 i 111)
- 2006: Jan Paweł II – Władysław Gomułka
- 2007: Ekipa – Andrzej Mochancki, szef protokołu dyplomatycznego MSZ (odc. 7)
- 2007–2009: Plebania – ksiądz Tomasz (odc. 984, 1175, 1250 i 1261); Kalina (odc. 1405)
- 2010: Nowa – ojciec Olgi (odc. 10)
- 2010, 2012: Trick – Walczyk, kierownik w drukarni PAW
- 2011: Ojciec Mateusz – Józef Burzyński, mąż Róży (odc. 65)
- 2012: Wszystko przed nami – jubiler (odc. 86, 88)
- 2015: Na dobre i na złe – profesor Kosik (odc. 616)
- 2018: Oko za oko – Dawid Rubel (odc. 12)
- 2019: W rytmie serca – menel (odc. 55)